# Línea N901 (Interurbanos Madrid)
La línea N901 de la red de autobuses interurbanos de Madrid une de forma circular el intercambiador de Moncloa, Pozuelo de Alarcón y Majadahonda. 

## Características
Esta línea nocturna une de forma circular Moncloa, el barrio de Aravaca, Pozuelo de Alarcón, Majadahonda, el barrio de El Plantío y Moncloa, en ese orden y en el sentido de las agujas del reloj. El otro sentido lo recorre la línea N906. Antes del 17 de junio de 2005, la línea recibía la denominación de N61.
La línea mantiene los mismos horarios todo el año (exceptuando las vísperas de festivo y festivos de Navidad).
Está operada por la empresa Avanza Movilidad Integral mediante la concesión administrativa VCM-601 - Madrid – Pozuelo de Alarcón –  Majadahonda – Alcorcón (Viajeros Comunidad de Madrid) del Consorcio Regional de Transportes de Madrid.
1. ↑  «Nuevas líneas nocturnas». Consorcio Regional de Transportes de Madrid. Archivado desde el original el 27 de abril de 2006. Consultado el 24 de mayo de 2024.
2. ↑  «Detalle línea N901». Avanza. Transporte interurbano en Madrid. Consultado el 10 de noviembre de 2023.

## Horarios
Los horarios que no sean cabecera son aproximados.
| Noches de domingo a jueves y festivos            |         |             |        |
| Madrid > Pozuelo > Majadahonda > Madrid          |         |             |        |
| Madrid                                           | Pozuelo | Majadahonda | Madrid |
| 01:15                                            | 01:40   | 01:50       | 02:15  |
| 02:15                                            | 02:40   | 02:50       | 03:15  |
| 04:45                                            | 05:10   | 05:20       | 05:55  |
| Noches de viernes, sábados y vísperas de festivo |         |             |        |
| Madrid > Pozuelo > Majadahonda > Madrid          |         |             |        |
| Madrid                                           | Pozuelo | Majadahonda | Madrid |
| 01:15                                            | 01:40   | 01:50       | 02:15  |
| 02:30                                            | 02:55   | 03:05       | 03:30  |
| 03:45                                            | 04:10   | 04:20       | 04:55  |
| 05:00                                            | 05:25   | 05:35       |        |

1. ↑  Hasta El Plantío (centro comercial Sexta Avenida, parada Av. Victoria-Ochandiano).

## Recorrido y paradas
| Código | Parada                                       | Común con                                   | Conexiones con Metro y Cercanías | Municipio          | Zona |
| ------ | -------------------------------------------- | ------------------------------------------- | -------------------------------- | ------------------ | ---- |
| 6003   | Princesa - Moncloa                           | 651 652 654 655 656 656A 657 658A N902 N906 | Moncloa                          | Madrid             |      |
| 1332   | Av. Puerta de Hierro - Agrónomos             | N31 N902 N903 N906 N907                     |                                  | Madrid             |      |
| 1334   | Av. Puerta de Hierro - Palacio Moncloa       | N31 N902 N903 N906 N907                     |                                  | Madrid             |      |
| 1336   | Av. Puerta de Hierro - Filosofía B           | N902 N906                                   |                                  | Madrid             |      |
| 1338   | Facultad de Veterinaria                      | N31 N604 N902 N903 N906 N907                |                                  | Madrid             |      |
| 6015   | Ctra. A-6 - Bermeo                           |                                             |                                  | Madrid             |      |
| 11670  | La Salle - El Aúriga                         |                                             |                                  | Madrid             |      |
| 10888  | La Salle - Escuela Universitaria             |                                             |                                  | Madrid             |      |
| 10585  | Ana Teresa - Pléyades                        |                                             |                                  | Madrid             |      |
| 3444   | Ana Teresa - Antares                         |                                             |                                  | Madrid             |      |
| 4795   | Pico Ocejón - Av. Osa Mayor                  |                                             |                                  | Madrid             |      |
| 6275   | Av. Osa Mayor - Arándiga                     |                                             |                                  | Madrid             |      |
| 6029   | Av. Osa Mayor - Batalla de Garellano         |                                             |                                  | Madrid             |      |
| 6276   | Leopoldo Calvo Sotelo - Hnos. Fdez. Carvajal |                                             |                                  | Pozuelo de Alarcón |      |
| 6277   | Av. Juan XXIII - Colegios                    |                                             |                                  | Pozuelo de Alarcón |      |
| 6278   | Av. Juan XXIII - Severo Mª Agustín           |                                             |                                  | Pozuelo de Alarcón |      |
| 9052   | C.ºHuertas - Cruz Roja                       |                                             |                                  | Pozuelo de Alarcón |      |
| 9377   | Mártires Oblatos - Av. Juan XXIII            |                                             |                                  | Pozuelo de Alarcón |      |
| 6279   | Av. Juan Pablo II - Portugalete              |                                             |                                  | Pozuelo de Alarcón |      |
| 6280   | Av. Juan Pablo II - Patones                  |                                             |                                  | Pozuelo de Alarcón |      |
| 15386  | Av. Juan Pablo II - Portugalete              |                                             |                                  | Pozuelo de Alarcón |      |
| 18284  | Luis Béjar - Pza. Padre Vallet               |                                             |                                  | Pozuelo de Alarcón |      |
| 6283   | Tenerías - Av. Huerta Grande                 |                                             |                                  | Pozuelo de Alarcón |      |
| 18369  | Campomanes - Ctra. Majadahonda               |                                             |                                  | Pozuelo de Alarcón |      |
| 10008  | Ctra. Majadahonda - Universidad              |                                             |                                  | Pozuelo de Alarcón |      |
| 8781   | Ctra. Majadahonda - Av. Monteclaro           |                                             |                                  | Pozuelo de Alarcón |      |
| 8783   | Ctra. Pozuelo - Urb. Monteclaro              |                                             |                                  | Majadahonda        |      |
| 8785   | Ctra. Pozuelo - Centro de Prevención         |                                             |                                  | Majadahonda        |      |
| 8787   | Ctra. Pozuelo - Residencia                   |                                             |                                  | Majadahonda        |      |
| 8789   | Ctra. Pozuelo - Urb.Pinar Plantío            |                                             |                                  | Majadahonda        |      |
| 12067  | Ctra. Pozuelo - Ciudad Deportiva             |                                             |                                  | Majadahonda        |      |
| 8791   | Ctra. Pozuelo - Ins. Nacional de Sanidad     |                                             |                                  | Majadahonda        |      |
| 8793   | Ctra. Pozuelo - Urb. El Paular               |                                             |                                  | Majadahonda        |      |
| 18073  | Ctra. Pozuelo - Francisco Umbral             |                                             |                                  | Majadahonda        |      |
| 18612  | Neptuno - Alcalde Aurelio Tallón             |                                             |                                  | Majadahonda        |      |
| 11835  | Santo Tomás - Pza. Lealtad                   |                                             |                                  | Majadahonda        |      |
| 11854  | Santo Tomás - Granadilla                     |                                             |                                  | Majadahonda        |      |
| 18058  | Av. Doctor Marañón - Dr. Jiménez Díaz        |                                             |                                  | Majadahonda        |      |
| 6203   | Av. Doctor Marañón - Pza. Laguna Vieja       |                                             |                                  | Majadahonda        |      |
| 6250   | Doctor Calero - Jardinillos                  |                                             |                                  | Majadahonda        |      |
| 6251   | Doctor Calero - Fundadores                   |                                             |                                  | Majadahonda        |      |
| 6252   | Ctra. Plantío - Cerro del Aire               |                                             |                                  | Majadahonda        |      |
| 6253   | Ctra. Plantío - Novotiendas                  |                                             |                                  | Majadahonda        |      |
| 6254   | Ctra. Plantío - Los Sauces                   |                                             |                                  | Majadahonda        |      |
| 7305   | Ctra. Plantío - Est.Majadahonda              |                                             | Majadahonda                      | Majadahonda        |      |
| 9093   | Ctra. Plantío - Urb.La Sacedilla             |                                             |                                  | Majadahonda        |      |
| 6256   | Ctra. Plantío - Club de Tenis                |                                             |                                  | Madrid             |      |
| 6257   | Av. Victoria - Av. Estación                  |                                             |                                  | Madrid             |      |
| 6258   | Av. Victoria - Calvo Sotelo                  |                                             |                                  | Madrid             |      |
| 6259   | Av. Victoria - Cimarra                       |                                             |                                  | Madrid             |      |
| 6260   | Av. Victoria - Saiz de la Calleja            |                                             |                                  | Madrid             |      |
| 6261   | Av. Victoria - Virgen de los Olmos           |                                             |                                  | Madrid             |      |
| 6262   | Av. Victoria - Ochandiano                    |                                             |                                  | Madrid             |      |
| 6268   | Av. Padre Huidobro - Pº Ermita               | N604 N903 N906 N907                         |                                  | Madrid             |      |
| 4311   | Av. Padre Huidobro - Camarines               | N902 N903 N906 N907                         |                                  | Madrid             |      |
| 23     | Estadística - Geografía e Historia           | N31 N602 N604 N902 N903 N906 N907           |                                  | Madrid             |      |
| 1335   | Av. Puerta de Hierro - Palacio Moncloa       | N31 N902 N903 N906 N907                     |                                  | Madrid             |      |
| 1333   | Av. Puerta de Hierro - Agrónomos             | N31 N602 N604 N902 N903 N906 N907           |                                  | Madrid             |      |
| 11980  | Princesa - Moncloa                           | N31 N602 N905                               | Moncloa                          | Madrid             |      |
| 6003   | Princesa - Moncloa                           | 651 652 654 655 656 656A 657 658A N902 N906 | Moncloa                          | Madrid             |      |